# Amt Uerzell
Das Amt Uerzell (bis 1699: Amt Ulmbach) war eine Gerichts- und Verwaltungseinheit des geistlichen Fürstentums Fulda und des Fürstentums Nassau-Oranien-Fulda.

## Geschichte

### Fulda
Im Oktober des Jahres 900 erwarb das Stift Fulda Ulmbach und den nördlichen Teil des Kirchspiels Salmünster durch Tausch. Abt Richard von Amorbach übertrug den Besitz 1023 an das neu gegründete Kloster Neuenberg. Am 23. August 1373 verkaufte Abt Konrad mit Zustimmung des Konventes die Hälfte des Amtes an den Knecht Heinrich von Mörle gen. Beheim. Fulda behielt aber die Hohe Gerichtsbarkeit. 1381 kaufte die Witwe von Mörles auch die andere Hälfte des Amtes. 1569 erwarb das Hochstift das Amt von den Familie von Mörle zurück. Nachdem Fulda 1699 das Gut Uerzell von den Erben der Familie von Thüngen gekauft hatte, wurde der Sitz des Amtes dorthin verlegt.

### Fürstentum Nassau-Oranien-Fulda
Das Fürstentum Nassau-Oranien-Fulda entstand aufgrund des Reichsdeputationshauptschlusses 1803. In Bezug auf die Rechtsprechung und Verwaltung wurde mit der Landesherrlichen Verordnung die Ober= und Ämter betrefffend vom 8. Januar 1803 eine Neuorganisation der bestehenden Ämter vorgenommen. Das Amt Uerzell blieb zunächst unverändert. Das Amt trug nun die Bezeichnung eines Amtes III. Klasse. Durch Bekanntmachung vom 22. März 1805 wurde das Amt Uerzell (und das Amt Sannerz) aufgehoben und dem Amt Salmünster zugeordnet.

## Umfang des Amtes
In einem Weistum aus dem Jahr 1415 ist der Umfang des Amtes erstmals überliefert. Zum Amt gehörten damals Aldinggesesse, Bechtoldes (heute Wüstung, Lage unbekannt), Hagensmühle (Wüstung, ggf. Haigmühle in Hintersteinau), Hiltwinsmühle (heute Wüstung, Lage unbekannt), Hornscheissis (heute Wüstung, Lage unbekannt), Kinderrode (Wüstung in der Gemarkung Steinau), Korpssalza (unklar, welcher Ort damit gemeint ist), Nieder- und Oberstuppach (Wüstung unterhalb Rabenstein), Sarrod, Ulmbach, Ürzell (der Teil diesseits der Steina) und Winden (heute Wüstung unterhalb Ulmbach, Lage unbekannt).
Das Huldigungsprotokoll von 1603 zählt folgende Orte auf: Kaltenfroschhof, Klesberg, Rabenstein, Rebsdorf, Sarrod, Ulmbach, Ullrichsberg (heute bestehen Unterullrichsberg und Oberullrichsberg), Wannhof und Weidenau.
Am Ende des HRR bestand das Amt aus Klesberg, Marborn, Neustall, Rabenstein, Rebsdorf, Sarrod, Uerzell, Ulmbach und Weidenau.

## Persönlichkeiten
- Oberamtmann Severin Freiherr von Borie (1800)
- Amtsvogt Georg Karl Gegenbauer (1800)